# 김해봉황초등학교 이화분교
김해봉황초등학교 이화분교는 경상남도 김해시 화목로 180 (화목동)에 있었던 초등학교 분교로, 현재 김해은혜학교가 들어서 있는 위치이다.

## 연혁
- 1931년 4월 1일 곤지학술소학교(4년제) 설립
- 1946년 5월 1일 칠산공립국민학교 곤지분교장 설립인가
- 1946년 9월 20일 이화공립국민학교 개교(3학급)
- 1949년 12월 2일 학교 이전(이동 30)
- 1957년 4월 9일 현 위치로 이전(화목동 60-5)
- 1986년 2월 22일 병설유치원 설립
- 1991년 2월 20일 제50회 졸업(총 1529명)
- 1996년 3월 1일 "이화초등학교"로 개칭
- 1997년 3월 1일 김해봉황초등학교 이화분교로 격하
- 1998년 3월 1일 폐교